# Jayezeye Bozorg
Jayezeye Bozorg (en persan: جایزه بزرگ ,Grand Prix) est une série télévisée iranienne de 13 épisodes, réalisée par Mehran Modiri en 2005. Modiri joue également dans cette série, à côté de Reza Shafiei Jam, Javad Razavian, Siamak Ansari, Saed Hedayati, Falamak Joneidi et Behnoosh Bakhtiari.

## Synopsis
L'histoire tourne autour des mésaventures de Bijan Jamali (Mehran Modiri), son cousin Mahmoud(Siamak Ansari), et son beau-frère Morad (Javad Razavian). Morad est un beau-parleur et escroc artiste qui se fait arrêter et envoyer constamment en prison avec les autres. Bijan travaille dans une pizzeria où son patron, M. Sa'adati (Saeid Pirdoost) essaie de le marier à sa fille, Mahnaz. Lorsque Bijan gagne une nouvelle Mercedes Benz dans un sweepstake de sa banque, il semblerait que tous leurs problèmes soient résolus, mais tout va changer quand Bijan rencontre Kambiz (Reza Shafiei Jam),de nombreuses situations comiques vont s'ensuivre.